# Хотел Национал
Хотел Национал се налази у Београду, у Париској улици 9 и представља непокретно културно добро као споменик културе од великог значаја. Због свог изузетно значаја, као сведок рађања слободне српске престонице, здање хотела Национал у Париској 9 проглашено је 1984. године за споменик културе. Данас је у згради хотела смештен Републички фонд за пензијско и инвалидско осигурање Републике Србије и седиште Савеза пензионера. Овај хотел представља значајан пример објекта који је у трајању од једног века очувао континуитет јавне намене.
За Национал, као хотел и као стамбену зграду, кроз његов дуг период деловања, везују се имена две истакнуте историјске личности. Књижевник Милован Глишић, је у њој провео последње године живота, а политичар Никола Пашић био је власник хотела од 1892. до своје смрти 1926. године.

## Историја
Први угоститељски објекат, механу (гостионицу), на месту хотела Национал отворио је прота Димитрије Вуић 1840. године у приземљу своје породичне куће. Локација је била идеална за ову врсту посла. У близини се налазе Саборна црква, конак кнегиње Љубице, као и данашња улица Краља Петра, која је тада била главна трговачка четврт. Погодовали су и близина Савског пристаништа и Калемегданске тврђаве. 
Механа је модернизована после протине смрти, 1850. када кућа прелази у власништво његовог сина Анастаса и у првобитном облику остаје наредних 10 година, све до доношења Уредбе о механама. У то време, првобитна кућа већ је била дотрајала и трошна и није одговарала захтевима уредбе, те Анастас, и сам архитекта, на њеном месту диже нови, модерни објекат, тик уз новосаграђене Велике степенице. Изградња нове зграде трајала је са прекидима до 1869. године, када је у приземљу свечано отворена Народна гостионица. Сама зграда имала је подрум, приземље и један спрат, а главна фасада била је окренута ка Калемегдану. Касније је дозидано још једно крило, те здање добија унутрашње двориште са баштом. 

## О хотелу
Хотел Национал је отворен 1869. године, под називом Народна гостионица на месту ранијег објекта угоститељске намене. Под новим, интернационализованим називом „Национал”, први пут се спомиње 1876. године, када је постао коначиште странаца који су долазили у Србију због српско-турског рата. У међувремену су просторије на спрату преуређене у гостинске собе, те од гостионице постаје хотел и градска механа прве категорије, један од првих хотела у Београду.
Хотел припада групи тзв. „калемегданских хотела“ на граничном простору између вароши и војне тврђаве, који су подизани непосредно после ослобађања српских градова 1867. године.

## Архитектура
Хотел „Национал“ је пројектован и изведен у складу с постулатима и потребама простора угоститељске намене. У приземљу се налазила кафана, док су собе за спавање биле на спрату. Уравнотеженост маса постигнута је симетричним распоредом отвора и наглашеном хоризонталном поделом етажа подеоним венцима. Уличне фасаде, уз Париску улицу и Велике степенице, обликоване су у духу академизма са применом елемената неоренесансе у обради детаља. Фасада према Париској улици оживљена је средишњим плитким ризалитом који се у зони крова завршава атиком са два бочна украса у виду ваза, на којој је вероватно било исписано име хотела.

### Власници и реконструкције
Током деценија постојања хотел и гостионица више пута мењати власнике и закупце. После Анастаса Вуића, на место власника долази Миладин Чедић, да би од 1892. године прешла у руке породице Николе Пашића. Током опсежне реконструкције 1893. године, дозидано је још једно крило, измењена је главна фасада, постављен украсни назив хотела и уведен водовод. Број соба за госте повећан је на 33, а посебно је уређена велика тераса за потребе гостионице у приземљу. У старим огласима може се видети да је године 1901. закупац био Пера Јовановић, а 1914. Милан А. Ристић. У истом огласу види се да је хотел тада нудио смештај у једнокреветним, двокреветним и трокреветним собама.
Због близине Саборне цркве и изградње нове зграде Патријаршије, 1929. године хотел се даје у закуп Српској православној цркви за потребе смештаја и рада Патријаршије, Светог синода и Духовног суда. Ово је био и крај угоститељске делатности хотела, који је на истом месту радио скоро један век. После Српске православне цркве, хотел је даван у закуп за потребе болнице, приватног театра Веселог позоришта „Скоморох”, да би после Другог светског рата био национализован.